# Сеньковский овраг
Сенько́вский овраг — малая река в районах Чертаново Южное и Чертаново Центральное Южного административного округа Москвы, правый приток Городни. Речное русло заключено в подземный коллектор. Название антропонимическое.
Длина реки составляет 2,4 км, площадь водосборного бассейна — 2 км². Исток расположен в 850 метрах к юго-западу от пересечения улиц Академика Янгеля и Кировоградской, в юго-восточной части Битцевского леса. Река протекает на север вдоль Кировоградской улицы по направлению к Варшавскому шоссе. Устье находится в 300 метрах к северо-западу от пересечения шоссе с 3-м Дорожным проездом.